# Экспериментальный шекспировский театр (Тюмень)
Молодёжный «Экспериментальный шекспировский театр» («Experimental Shakespearian Theatre», «EST») — российский театр, образованный в октябре 2005 года как один из культурных проектов Творческого объединения «Люди в чёрном». Создан как независимый (частный) экспериментальный молодёжный театр, где могут себя реализовать молодые талантливые актеры, режиссёры, художники и другие театральные специалисты. Труппа театра состоит из актеров с высшим и средним театральным образованием. Постановочная группа — специалисты с высшим профильным образованием, при этом большинство специалистов универсальны и выполняют сразу несколько постановочных, организационных функций и обязанностей. В репертуаре экспериментального театра «EST» спектакли самых разных жанров и форм.

## История театра
Тетар создан Алексеем Леонидовичем Ушаковым (учредитель, художественный руководитель, главный режиссёр, генеральный продюсер театра) как независимый частный экспериментальный молодёжный театр, где могут себя реализовать молодые талантливые актеры, режиссёры, художники и другие театральные специалисты.
За это время в театре поставлено несколько разножанровых спектаклей: рок-балет «Ромео-Джульетта», по мотивам одноимённой трагедии У. Шекспира, (на музыку и песни группы «Queen», Великобритания); сурдодрама «Сонеты», по мотивам одноимённого стихотворного цикла У. Шекспира, специально предназначен для слабослышащих и глухих зрителей; хореографический спектакль «Ануш», по мотивам одноимённого армянского эпоса; литературный спектакль «Оркестр продолжал играть…», по мотивам романа Р. Шилтса «Оркестр продолжал играть… Люди. Политика. СПИД» (перевод с англ. А. Ушаков, Е. Матюшкина); не имеющий аналогов спектакль, специально предназначенный для слабовидящих и слепых зрителей (репортажи в программах «Время» Первого канала, и новостных программах телеканала «Культура») — аудио-тактильная фантасмагория «Кысь», по мотивам одноимённого романа Т. Толстой (с музыкой и песнями группы «Монгол Шуудан», г. Москва); мультимедийный спектакль «399.99», по мотивам романа Ф. Бегбедера «99 франков», спектакль для детей «Эра стабильности, или Гуси-гуси, га-га-га», по мотивам повести В. П. Крапивина (в сотрудничестве с самим Владиславом Крапивиным); «Писсуар», три новеллы о любви без антракта по пьесе А. Л. Ушакова; монодрама «Моя Пиаф», по пьесе А. Ушакова «Воробушек» (по мотивам книги С. Берто); моноспектакль «Любитель абсента» по пьесе А. Ушакова (по мотивам одноимённой картины Э. Мане); комедия «Три девочки в поисках любви»; аудио-тактильная сказка в формате 4D «Сказки старого Тролля», по мотивам европейских сказок и др.
Спектакль театра «Сонеты» принял участие в конкурсной программе высшей Национальной театральной премии «Золотая Маска» и был высоко оценен экспертами фестиваля. Театр был приглашен на международную театральную выставку «Pro-Театр» (организованную под эгидой национального театрального фестиваля «Золотая Маска», Межгосударственного фонда гуманитарного сотрудничества государств СНГ и Министерства культуры Российской Федерации), где павильон театра был признан одним из лучших на выставке, среди более чем 90 театров и фестивалей со всей России и стран СНГ, и был отмечен председателем фонда Михаилом Швыдким. В 2010 году художественный руководитель театра А. Л. Ушаков был признан лучшим Тюменским режиссёром (за спектакль «Кысь»), в конкурсе «Человек года» (по версии еженедельника «Аргументы и Факты»).
В 2010 г. театр отмечен специальным Благодарственным письмом администрации Владимирской области за участие в международном театральном симпозиуме и фестивале «У золотых ворот» под эгидой Министерства культуры РФ. Помимо основной театральной деятельности театр является одним из учредителей и организаторов Всероссийского музыкального фестиваля «Медадром» (2003, 2004, 2005, 2006, 2008 гг.), в рамках которого проводится Всероссийский конкурс актерской песни (входит в государственный реестр-справочник СТД (ВТО) РФ театров России «Театральная Россия»), а также театр является одним из учредителей и организаторов всероссийской патриотической акции «Свеча памяти» (с 2004 года), посвященной празднику Великой Победы. При театре действует детская — юношеская театральная школа-студия, где занимается около 60 детей и подростков. Несколько участников и выпускников студии стали за эти годы студентами Тюменской академии культуры и искусства, а многие планируют стать ими в будущем. Театр активно сотрудничает с ГТРК телеканал «Культура» (большинство премьер театра освещались на этом телеканале в новостных и анонсных программах), репортажи о работе театра транслировались в программе «Время» канала «ОРТ — 1 канал», уже несколько лет статьи о театре и его спектаклях публикует всероссийский журнал «Сцена» (печатный орган Союза Театральных Деятелей РФ, ВТО).
Театр входит в государственный реестр-справочник театров России «Театральная Россия» Союза театральных деятелей (ВТО) РФ (наряду с Тюменским драматическим театром, Тюменским театром кукол и масок, молодёжным театром «Ангажемент»), входит во всероссийскую энциклопедию «Театры России», а также в электронную энциклопедию «Кино — Театр».

## Репертуар[2]
На сцене театра представлены произведения русской и мировой классики, а также современные произведения: Л. Н. Толстого, М. Ю. Лермонтова, А. С. Пушкина, Т. Толстой, В. Крапивина, Д. Бобышева, У. Шекспира, Гримм, Ш. Перо, Р. Шилтса, Ф. Бегбедера, Ж. Уилсон и др.
- 2006 — «РомеоДжульетта» У. Шекспира, режиссёр А. Ушаков
- 2007 — «Ануш», армянский эпос, режиссёр Е. Матюшкина
- 2008 — «Сонеты» У. Шекспира, режиссёр А. Ушаков
- 2009 — «Оркестр продолжал играть…» Р. Шилтса, режиссёр А. Ушаков
- 2009 — «Кысь» по мотивам Т. Толстой, режиссёр А. Ушаков
- 2010 — «399.99» по мотивам Ф. Бегбедера, режиссёры А. Ушаков, З. Бабаев
- 2010 — «Эра стабильности, или гуси-гуси, га-га-га…» В. Крапивина, режиссёр А. Ушаков
- 2010 — «Писсуар» А. Ушакова, режиссёр А. Ушаков
- 2010 — «Моя Пиаф» А. Ушакова, режиссёр Е. Матюшкина
- 2011 — «Любитель абсента» А. Ушакова, режиссёры А. Ушаков, Р. Мансуров
- 2011 — «Три девочки в поисках любви» по мотивам Ж. Уилсон, режиссёр А. Ушаков
- 2012 — «Сказки старого Тролля» Гримм, Ш. Перо, Т. Гофмана, режиссёр А. Ушаков
- 2012 — «Кавказский пленник Мальборо» по мотивам А. С. Пушкина, М. Ю. Лермонтова, Л. Н. Толстого, режиссёр А. Ушаков

### Постановочная программа театра
Запланированы и уже находятся в работе несколько полномасштабных спектаклей: литературный спектакль «Тарарам», по мотивам стихов и рассказов Саши Чёрного; трио-соло в одном действии «Фредди», о жизни и творчестве легендарного музыканта и исполнителя Фредди Меркури, по пьесе А. Ушакова «Жизнь и смерть Фаруха Булсара» (по мотивам книги П. Фристоуна «Фредди Меркури. Записки близкого друга», к 65-летию со дня рождения Фаруха Булсара); литературный спектакль «Бродский кабинет» по мотивам книги Д. Бобышева «Я здесь»; остросоциальная драма «Гамлет. Предчувствие гражданской войны», по мотивам одноимённой трагедии У. Шекспира (с музыкой и песнями Юрия Шевчука и группы «ДДТ», г. Санкт-Петербург); сурдо-спектакль «Нефритовый дракон», по мотивам азиатских сказок (специально адаптирован для слабослышащих и глухих детей).
В ближайших планах театра: экспериментальный виртуальный спектакль «Король Лир. Game over…», по мотивам трагедии У. Шекспира (специально адаптирован для слабослышащих и глухих зрителей); провокационный, остросоциальный, документальный спектакль «Mein Russische Kampf»; спектакль для взрослых «Моно/Стерео» и др.

### Перспективный репертуар
- 2012 — «Тарарам» Саши Чёрного, режиссёры Э. Парфенова и А. Ушаков
- 2012 — «Шекспира.net» А. Ушакова, режиссёр А. Ушаков
- 2013 — «Фредди» А. Ушакова, режиссёр А. Ушаков
- 2013 — «Нефритовый дракон» азиатские сказки, режиссёр А. Ушаков
- 2013 — «Ричард III» У. Шекспира, режиссёр А. Ушаков
- 2013 — «Бродский кабинет» Д. Бобышева, режиссёр А. Ушаков
- 2014 — «Король Лир. Game over…» У. Шекспира, режиссёр А. Ушаков
- 2014 — «Mein russish kampf» А. Ушакова, режиссёр А. Ушаков
- 2014 — «Гамлет. Предчувствие гражданской войны…» У. Шекспира, режиссёр А. Ушаков
- 2014 — «Моно/Стерео» А. Ушакова, режиссёр А. Ушаков

### Программа «Социальный театр»
Современный российский театр не ориентирован на зрителя с ограниченными физическими возможностями. Одним из действенных решений этой проблемы может стать создание социально ориентированного театра. «Социальный театр» должен создаваться таким образом, чтобы максимально учитывать особенности и нужды зрителя с ограниченными возможностями, то есть необходим комплексный социально ориентированный подход к созданию такого театра, его организационной и творческой структуры. Театр «EST» начал создание такого театра «Манифеста социального театра».
Репертуар «Социального театра»
- 2008 — «Сонеты» У. Шекспира, режиссёр А. Ушаков (для глухих зрителей)
- 2009 — «Оркестр продолжал играть…» Р. Шилтса, режиссёр А. Ушаков (для больных СПИД)
- 2010 — «Кысь» по мотивам Т. Толстой, режиссёр А. Ушаков (для слепых зрителей)
- 2011 — «Любитель абсента» А. Ушакова, режиссёр А. Ушаков (социально ориентированный спектакль)
- 2012 — «Сказки старого Тролля» Гримм, Ш. Перо, Т. Гофмана, режиссёр А. Ушаков (для слепых детей)
- 2013 — «Нефритовый дракон» азиатские сказки, режиссёр А. Ушаков (для глухих детей)
- 2013 — «Моно/Стерео» А. Ушакова, режиссёр А. Ушаков (социально ориентированный спектакль)
- 2013 — «Простодушный зомби» А. Ушакова, режиссёр А. Ушаков (для интеллектуально изменённых детей)
- 2014 — «Король Лир. Game over…» У. Шекспира, режиссёр А. Ушаков (для глухих зрителей)
- 2018 — «Конек-горбунок» по мотивам сказки П. Ершова, режиссёр А. Ушаков (для глухих зрителей)

## Научно-методическая деятельность театра
Специалисты театра ведут активную научно-методическую работу — по заказу тюменского АУ ДОД «Пионер» подготовлена заявка на участие во всероссийской программе «Культура России»; подготовлена и утверждена программа начального театрального образования «Малой академии искусств» системы дополнительного образования г. Тюмени, которая до сих пор эффективно работает в АУ ДОД; подготовлена программа подготовительных курсов по режиссуре и актерскому мастерству для ТюмГАКИСТ; подготовлено и опубликовано несколько научных и методических статей (в том числе в центральных журналах). Театр сотрудничает с Кафедрой эстетики Московского государственного университета им. М. Ломоносова — исследования специалистов театра в области реабилитации и социализации театром людей с ограниченными физическими возможностями будут использованы в программе курса «Арт-терапия» МГУ. Художественный руководитель театра А. Ушаков завершает работу над докторской диссертацией — «Социальный театр как социально-культурный феномен России 21 века».

## Издательская деятельность театра
Театр ведет активную издательскую деятельность — силами специалистов театра подготовлена к печати целая серия книг «Библиотека молодёжного театра». В издательстве «Известия» (г. Москва) в 2010 году вышла первая книга этой серии — «Оформление спектакля на малой сцене»[9], в 2011-13 гг. выйдут книги — «Словарь театрального режиссёра» [10], «Шекспировский словарь», «Школьный театр», «Музыкальное оформление спектакля», «Социальный театра», «Актерский тренинг» и др. А. Л. Ушаков является одним из редакторов всероссийского театрального журнала «Детский театральный журнал», Москва.

## Коллектив театра
- Руководство театра:

- Учредитель театра — Алексей Леонидович Ушаков
- Исполнительный директор театра — Екатерина Александровна Матюшкина

- Постановщик: со дня основания в 2005 году бессменным художественным руководителем театра является Алексей Ушаков.
- Главный режиссёр театра — Алексей Ушаков
- Главный художник театра — Екатерина Августеняк
- Художник по свету (светорежиссёр) — Юрий Геркул
- Системный администратор, режиссёр специальных эффектов — Андрей Джус
- Звукорежиссёр — Илья Захарчук
- Художник по костюмам — Элеонора Парфенова, Ольга Малахова
- Заведующий постановочной частью — Сергей Линдер
- Хореограф — Наталья Шурганова, Сергей Панов, Татьяна Цепляева
- Постановщик пластики и пантомимы — Наталья Колпакова
- Композитор — Максим Кремешков

Режиссёры
В театре на постоянной основе работают режиссёры:
- Алексей Ушаков, Екатерина Матюшкина

Спектакли в театре «EST» ставят также приглашённые режиссёры:
- Заур Бабаев, Сергей Линдер, Наталья Шурганова, Элеонора Парфенова и др.

Труппа театра
- Александр Ханжин, Екатерина Матюшкина, Юрий Геркул, Ольга Малахова, Алексей Ушаков

Приглашенные актеры
- Наталья Шурганова, Аэлита Садретдинова, Заур Бабаев, Константин Коркунов, Ульяна Милешкина, Екатерина Августеняк
- Янина Милейко, Никита Бетехтин, Юрий Лободенко, Ани Петросян, Анна Чистова, Анастасия Лезова, Александр Путко
- Ксения Семенова, Кирилл Бутусов, Данил Чащин, Юлия Графеева, Илья Матусевич и др.

## Телевизионные версии спектаклей
- «РомеоДжульетта» (2006)
- «Сонеты» (2008)[20]
- «Кысь» (2009)
- «Кысь» радио-спектакль (2009)
- «Писсуар» (2010)
- «Любитель абсента» (2011)